# Энх-Амарын Даваанасан
Энх-Амарын Даваанасан (монг. Энх-Амарын Даваанасан; 6 апреля 1998) — монгольская спортсменка, борец вольного стиля, призёр чемпионата мира и чемпионатов Азии.

## Карьера
В 2014 году стала второй на Первенстве Азии среди кадетов, а в 2015 году заняла третье место. 22 апреля 2022 года на чемпионате Азии в Улан-Баторе, в весовой категории до 72 кг было 5 участников, она провела 4 схватки две из которых выиграла и две проиграла и по итогу группового турнира стала обладателем бронзовой медали. 12 апреля 2023 года в Астане на чемпионате Азии, одолев в борьбе за 3 место Хунг Пинг-цен из Тайваня, стала обладателем бронзовой медали. В сентябре 2023 года на чемпионате мира в Белграде она дошла до финала, где уступила американке Эмит Элор. В апреле 2024 года в Бишкеке она участвовала в азиатском квалификационном турнире к Олимпийским играм в Париже, однако квоту не получила. В мае 2024 года в Стамбуле она участвовала в мировом квалификационном турнире, где ей удалось завоевать лицензию для Монголии на Олимпийские игры.

## Достижения
- Летние Всемирные военные игры 2019 — ;
- Чемпионат Азии по борьбе 2022 — ;
- Чемпионат Азии по борьбе 2023 — ;
- Чемпионат мира по борьбе 2023 — ;
- Орден Трудового Красного Знамени (Монголия) (2023)[8].